# Puakenikeni
Puakenikeni è il terzo singolo ufficiale estratto dall'album di debutto della cantante statunitense Nicole Scherzinger, "Her Name Is Nicole", album, però, mai pubblicato a causa dei scarsi successi dei singoli estratti che avrebbero dovuto anticiparlo.
La canzone è stata distribuita fino ad ora solo come download digitale il 18 dicembre 2007 ed è cantata insieme alle rapper Brick & Lace.
Il brano ha avuto un discreto successo solo in Bulgaria piazzandosi alla posizione numero #24.

## Testo
Il Puakenikeni è un fiore bianco-giallastro molto fragrante, originario del Pacifico Meridionale, si usa nelle Hawaii ed è il fiore preferito della Scherzinger.